# World of Aden: Thunderscape
World of Aden: Thunderscape este un joc video de rol de sabie și vrăjitorie din 1995 pentru DOS, dezvoltat de Strategic Simulations și publicat de Mindscape.

## Gameplay
Jocul se bazează pe lumea descrisă în trilogia fantastică World of Aden: Thunderscape. Jucătorul controlează un grup de până la șase membri cu abilități, vrăji și echipament.

## Lansare
Strategic Simulations Inc. a fost dezvoltatorul World of Aden: Thunderscape, în timp ce Mindscape a fost editura. A fost lansat la începutul anului 1995; o continuare, Entomorph, a fost lansată în același an. Drepturile de autor au fost achiziționate de Kyoudai Games în 2013; compania a intenționat să lanseze un nou joc de rol pe baza acestuia.
A fost relansat în 2013 pe GOG.com cu suport Windows.

## Cadru
Lumea Epocii Tunetului are o senzație distinctă de steampunk. Lumea s-a schimbat recent și drastic de la medievalele săbii și vrăjitorii la un nivel tehnologic mixt de renaștere și revoluție industrială. Sâneață și muscheta sunt cele mai bune arme la care poate spera un aventurier, dar există mitraliere extrem de scumpe și foarte puternice numite „tunuri ale furtunii”. Lumea a ajuns, de asemenea, recent sub efectele „Căderii Întunericului” (Darkfall), un eveniment care a făcut să pătrundă în lume mii de demoni sau „nocturnii”, împreună cu corupții, cei care au încheiat o înțelegere cu forțele Darkfall pentru putere.
Entomorph, deși împărtășește același decor, nu este o continuare.

## Joc de rol
Un joc de rol (RPG) a fost produs de West End Games. În 2013, Kyoudai Games a achiziționat drepturile asupra jocului și intenționează să publice o nouă versiune a RPG-ului. Un an mai târziu, în martie 2014, Kyoudai a lansat Regulamentul de bază al setărilor de campanie pentru Pathfinder RPG⁠(d).

## Recepție
T. Liam McDonald de la PC Gamer US a scris: „Este distractiv, este diferit, este bine făcut și promite lucruri grozave pentru viitorul acestei linii [World of Aden]”.  Revista a lăsat goală categoria Jocul Anului pentru „cel mai bun joc de rol” în 1995, deoarece editorii credeau că niciuna dintre lansările anului nu era suficient de bună pentru a merita acest lucru. Cu toate acestea, editorii au evidențiat totuși Thunderscape drept „un joc foarte bun”, care „ne-a dat speranță pentru jocuri mult mai bune în viitor”.
În Computer Gaming World, Scorpia a scris că harta din Thunderscape (mini harta) este printre cele mai groaznice pe care le-a  văzut vreodată și a găsit defecte în lungimea extinsă a jocului și lipsa sa de lustruire. În timp ce i-a plăcut primul sfert al jocului, ea credea că secțiunile sale ulterioare s-au transformat într-o „folie interminabilă”, care este „probabil să atragă mai mult pe cei devotați [genului] hack-and-slasher”. Revista a inclus mai târziu Thunderscape în ghidul de sărbători din 1995.
Andy Butcher a evaluat Thunderscape pentru revista Arcane, cu un scor de 6 din 10 în total. Butcher comentează că „nu este un joc rău. Este distractiv și ușor atrăgător. Dar nu oferă nimic nou și în curând devine plictisitor.”
În cartea sa Dungeons and Desktops: The History of Computer Role-Playing Games (2008), istoricul jocurilor video Matt Barton a numit Thunderscape și însoțitorul său Entomorph „jocuri bine concepute și foarte jucabile [care] au atras puțin interes din partea fanilor CRPG de atunci sau de acum."